# ザ・イタリアンジョブ
『ザ・イタリアンジョブ』（The Italian Job）はPixelogicから会社から開発、ロックスター・ゲームス（テイクツー・インタラクティブ）より発売されており、パラマウント映画『ミニミニ大作戦』（The Italian Job）を原作とし、2001年に発売されたクライムカーアクションゲームである。

## 概要
原作である『ミニミニ大作戦』（原題: The Italian Job）を忠実に再現された作品となっている。直訳すると「イタリア人のお仕事」である。
PixelogicのCOSS（Continuous Ordered Scenery Streaming）テクノロジーを使用して今作のゲーム開発を行った。今作のデザイナーは映画から複雑なシーンを効果的に再現するために必要な「広大な環境場面」、特に「The Escape Route」を計画し、都市のレイアウトは3DS Maxを使用してモデル化された。 

## ゲームモード
このゲームモードには主に原作である映画をベースにした「ストーリーモード」、ロンドンとトリノのいくつかの異なるエリアでプレイヤーが競うマルチプレイヤー「パーティーモード」がある。 
このゲームは1969年のロンドンとトリノの表現を特徴としており、プレイヤーは様々な車や街を自由に動き回る（オープンワールド）ことができる。 

## ストーリー
1969年、新しいビジネスを紹介されるイタリア人（イタリアン）の「チャーリー・クローカー」は先程、3年間の刑期を終えたばかりであったが、ボスからは依頼内容は、400万ドル分の金塊をマフィアとトリノ警察から盗む事になった。

## 原作
1969年に公開された原作。
2003年に公開され原作をリメイクした作品。